# Dinosaur Swamps
 (janvier 2024).
Si vous disposez d'ouvrages ou d'articles de référence ou si vous connaissez des sites web de qualité traitant du thème abordé ici, merci de compléter l'article en donnant les références utiles à sa vérifiabilité et en les liant à la section « Notes et références ».
Albums de The Flock
The Flock
(1969) Inside Out
(1975)
Dinosaur Swamps (1970) est le deuxième album du groupe de jazz-rock The Flock.

## Titres
1. Green Slice – 2:00
2. Big Bird – 5:52
3. Hornschmeyer's Island – 7:27
4. Lighthouse – 5:20
5. Crabefoot – 8:15
6. Mermaid - 4:53
7. Urbanian Sircus - 7:04